# 沖縄セルラー電話
沖縄セルラー電話株式会社（おきなわセルラーでんわ、英: OKINAWA CELLULAR TELEPHONE COMPANY、略称: OCT）は沖縄県で携帯電話事業を行う地域会社（モバイルネットワークオペレータ）である。通称沖縄セルラー。
KDDIの連結子会社であり、親会社のKDDI同様、auブランドを主軸に、UQ mobileとpovoのサブブランドを展開する。東証スタンダード市場TOP20の構成銘柄の一つである。

## 概要
沖縄県内外の経済人で作る『沖縄懇話会』が、離島県である沖縄には移動体通信の振興が必須であると提言したことを受けて沖縄県内有力企業が株主となって1991年に設立。以後、全国にあったDDIセルラーグループが何度かの再編を経て現在のKDDIに統合された中、唯一、沖縄県だけが地域企業として残った。他キャリアは沖縄県を九州会社のエリアとしていたのに対し、この会社は地元に特化した経営を行っており、沖縄県内の携帯電話事業で2022年（令和4年）3月現在、同社が提供するauとUQモバイルの加入者数が50%超のシェアとなる75万件に達し、長年シェア首位を誇る（かつてソフトバンク子会社のウィルコム沖縄も、Y!mobileブランドが開始された2014年8月1日以降は、それまでのPHSに加えて、沖縄県域を対象とした携帯電話事業を行っていたが、2022年4月1日にソフトバンクに吸収合併される形で解散した。ただし、PHS以外の旧契約とSoftBankブランドはソフトバンク本体が担当していた)。
シェアの高さから、電気通信事業法等の一部を改正する法律（平成13年法律第62号）によって、市場支配力のある事業者に対するドミナント規制（非対称規制制度）の指定対象事業者にリストアップされたが、政治決着によって翌2002年（平成14年）4月に除外された。
2012年（平成24年）3月現在はKDDIが株式の過半数を所有しているが、同社は主に沖縄地域の財界・有力企業が出資し、同県の経済振興を第一義として設立されたという経緯と、本土の日本移動通信（KDDIの前身の一つ）やDDIセルラーグループ各社（京セラ・第二電電《KDDIの前身》の合弁）が単体では非公開企業であるなか1997年（平成9年）4月15日に店頭公開（現：JASDAQ上場）していることから、他の地域会社のように吸収合併を行わなかった。
元社長の北川洋は日本興業銀行（現：みずほ銀行）出身で、2000年から2008年まで第二電電取締役やディーディーアイ（現：KDDI）の執行役員などを歴任。元社長の起橋俊男は、現在のKDDIが発足した直後に沖縄以外のセルラー各社を合併した上で関西セルラー電話が社名変更した株式会社エーユー（2001年10月KDDI本社に合併）の社長を務めていた。

## 携帯電話サービス
KDDIが提供するauと基本的に同一であるが、家族割でKDDI契約と沖縄セルラー契約の同一請求ができないなど、一部のサービスに制限が存在する。具体的な詳細はauを参照。
- ロゴについては、端末はKDDIと同一の端末であることから「au」（2012年春モデル以降から導入された筆記体風ロゴ。ただし2000年夏モデルから2003年春モデルまでは(卵マーク付きの)「au」ロゴ、2003年夏モデルから2011年冬モデルまでは「au by KDDI」ロゴ）となっている。端末の取扱説明書や端末内部に貼られている銘板シール（コーションラベル）[注 2]に関してはKDDI（株）、沖縄セルラー電話（株）と両社の社名が記載されている。auショップの看板やチラシ、CMなど沖縄セルラー独自のものでは「au」のみ、もしくは「au 沖縄セルラー（電話）」などと記載されている。
- 紙面での請求書についてはKDDI同様に有料となっている。紙請求書発行手数料は1請求書あたり200円（税別）[注 3]がかかる。一部の顧客、および同社都合により発行する「紙請求書」については無料。
- 2015年5月（同年4月利用分）より、利用料の収納をKDDI本体に委託することになった[7]。このため、沖縄県内の金融機関からの引き落としなどを除き、SMBCファイナンスサービスに収納代行させていたが、沖縄県外での契約者と同様の料金収納体制となった（一部の内容で相違点もあり）。なお、本取扱変更に伴い、引落に利用する口座に変更がなくとも、再度引落の手続きを要するケースがあると案内されている[7]。
- 沖縄セルラーで発行されている機種変更時に利用可能な割引クーポンは、沖縄セルラーのみ利用可能でありKDDIでは利用できない。
- 沖縄セルラーからKDDIへの契約変更は他社からのMNP扱いとなるが、MNP特典は利用できず契約年数もリセットされる。

## 諸問題

### 通信障害
- 2022年7月2日未明から全国で携帯電話の通話やデータ通信が繋がりにくくなっていた。また、UQ mobileと同じ回線を使用しているauやpovo、一部回線を利用している楽天モバイルでも障害が発生していた[8]。

## FTTHサービス
2010年（平成22年）3月、 沖縄通信ネットワークから光ファイバー回線の提供を受ける形で、「auひかり ちゅら」のサービスを開始した。
詳細は、沖縄通信ネットワーク及びauひかり#auひかり ちゅらの項参照。

## 沿革
- 1991年（平成3年）6月 - 沖縄セルラー電話株式会社設立
- 1992年（平成4年）
  - 3月 - 第一種電気通信事業許可を受ける
  - 7月 - セルラー電話サービス契約約款の認可を受ける
  - 10月 - 携帯・自動車電話TACS（アナログ）方式のサービス開始
  - 12月 - 日本移動通信とローミング、相互接続開始
    - KDD（KDDIの前身の一つ）国際電話との相互接続サービス開始
- 1993年（平成5年）10月 - セルラーメッセージサービス開始
- 1994年（平成6年）
  - 4月 - 移動機売切り制の実施
  - 6月 - ちょっとコールサービス開始
- 1996年（平成8年）
  - 3月 - 稼働台数5万台突破
  - 7月 - 大口割引サービスおよび長期割引サービス開始
  - 11月 - PDC（デジタル）方式のサービス開始。サービス名称は「Pデジタルサービス」。
  - 12月 - 新規加入料廃止
    - 稼働台数10万台突破
- 1997年（平成9年）
  - 4月 - 株式を店頭登録（現：JASDAQ上場）
  - 12月  稼働台数15万台突破
- 1998年（平成10年）
  - 4月 - 119番（消防）、104番（番号案内）接続開始
  - 7月 - CDMA方式（CdmaOne）のサービス開始
    - なかよし割引の導入

  - 12月 - コミコミコールサービス開始
- 1999年（平成11年）
  - 1月 - 稼働台数20万台突破
  - 2月 - B.B.プランおよびたのしメールサービス開始
  - 4月 - Cメールサービス開始
  - 5月 - EZwebサービス開始
  - 6月 - イヤートークプランサービス開始
    - 自動音声応答サービス開始

  - 7月 - ながーく家族DE割引導入
    - 株式分割実施

  - 9月 - セルプリホン（プリペイド電話）発売開始
- 2000年（平成12年）
  - 1月 - CDMAシングルモード移動機発売
  - 7月 - 全国シームレスブランド「au（エーユー）」の導入
  - 8月 - 国際ローミング機「グローバル パスポート」発売開始
  - 9月 - アナログ（TACS）方式のサービスを終了
  - 11月 - 学生向け割引サービス「ガク割」の開始@mail（アットメール）サービス開始
  - 12月 - 「ez!an（イージャン）」開設
- 2001年（平成13年）
  - 2月 - モバイルバンキングサービス開始
  - 4月 - 「ez!an（イージャン）メンバーズ」開設
  - 5月 - ゆいまーるパックサービス開始
  - 9月 - 稼働台数30万台突破
  - 11月 - ポイントプログラムサービス「ポイントα」開始
  - 12月 - 「ez!an（イージャン） club mare」開設
- 2002年（平成14年）
  - 4月 - 「CDMA 1X」サービス開始
  - 11月 - 本店所在地を那覇市久茂地に移転
- 2003年（平成15年）
  - 3月 - デジタル(PDC)方式のサービスを終了
  - 6月 - 稼働台数35万台突破
  - 9月 - auユビキタスワールド「U-biq」開設
  - 11月 - 障害者向け割引サービス「スマイルハート割引」の導入
    - 「CDMA 1X WIN」サービス開始
    - CDMA 1X WIN パケット通信料定額サービス「EZフラット」の導入
- 2004年（平成16年）8月 - EZフラット廃止、「ダブル定額」の導入
- 2010年（平成22年）
  - 1月 - 沖縄通信ネットワーク子会社化
  - 3月 - FTTHサービス「auひかり ちゅら」を開始
  - 4月 - 那覇市営奥武山野球場の施設命名権を取得し、球場名を「沖縄セルラースタジアム那覇」とする。詳細は那覇市営奥武山野球場#施設命名権の項参照。
- 2012年（平成24年）9月21日 - iPhone 5の発売に併せ「au 4G LTE」サービス（開始当初は2.1GHz帯のみ）を順次開始。
- 2013年 - 社内ベンチャーの1つとして南城市の南城ネットワークセンター内に植物工場を建設。2014年6月から植物工場で栽培したレタスをスーパーマーケットで販売開始した[9]。
- 2017年
  - 8月 - 大宜味村の賃貸工場にて新たにイチゴを栽培する植物工場を運営開始。美ら島ベリーのブランド名で製造、販売を行う[10]。
  - 9月1日 - 植物工場による農産物の生産、販売や観光情報サイトなどの運営を行う沖縄セルラーアグリ&マルシェを分社[11]。
- 2018年（平成30年）11月16日 -「CDMA 1X WIN」を2022年（令和4年）3月末に終了する旨を発表[12][13]。
- 2022年（令和4年）3月31日 - 「CDMA 1X WIN」サービス終了による停波。「au 4G LTE」サービスに完全移行。

## キャラクター

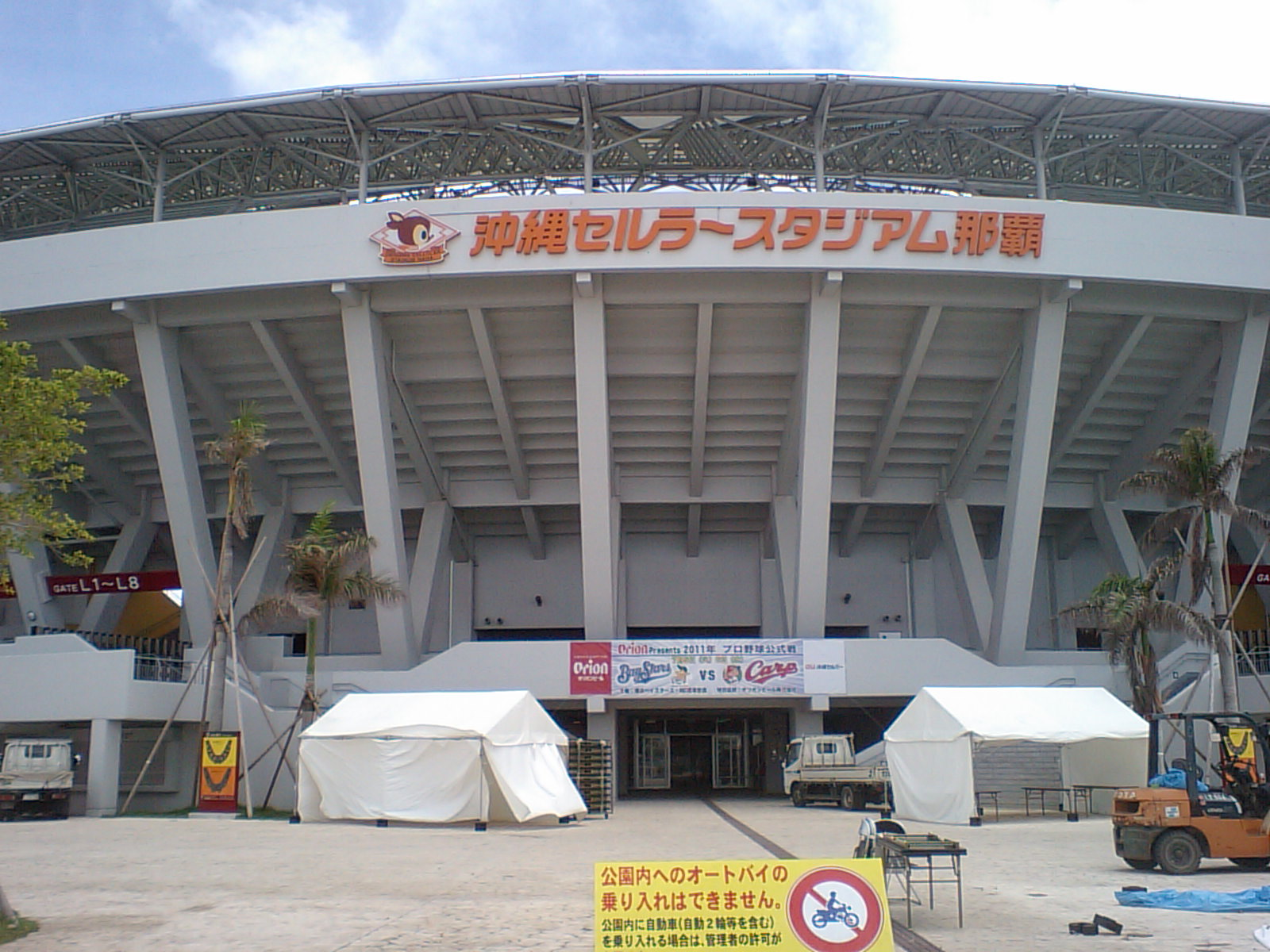
沖縄セルラースタジアム那覇のロゴと、野球のダイヤモンドに囲まれたauシカのマーク

雄鹿の「auシカ」。プロフィールは以下の通り。
- 慶良間諸島のとある島の生まれで、その島に海人のオジーと一緒に住んでいる。
- 種類はケラマジカ。自分が天然記念物であるという自覚はない。
- 気は優しく臆病で、人見知りする。このため、オジー以外の知らない人間が近づくとすぐに逃げてしまう。
- 大好きなものへのこだわりが強く、特にauの携帯電話の話になると自己主張が激しくなる。
- 好物はキノコで、食べる時は目を血走らせ、狼のように変貌するという攻撃的な一面も併せ持っている（実際に鹿はキノコを食べることがあるという）。

このように、NTTドコモのマスコットであるドコモダケをかなり意識している。
沖縄セルラーのプロモーション担当社員が考案。賀数手作りの販売代理店のセールスマニュアル「auシカ選べない50の理由」が評判になり、本格キャラクター化。一般へは沖縄県内2005年春に展開したキャンペーン新聞チラシ広告が初出。同年6月から7月にかけてのキャンペーンで本格的に登場し、人気が再燃。公式ブログも開設され、2007年9月1日-2008年6月30日にかけて記事が存在したが既に閉鎖となっている。
沖縄セルラー公式サイトおよび、EZweb公式コンテンツの「地域別オススメ」にあたるサイト「auパラダイスネット」のデザインにもauシカが前面に押し出されている。公式SNS（Facebook・Twitter・Instagram）でも登場している。
auパラダイスネット内には「auシカ！サイト」という名のauシカ公式コンテンツが存在し、auシカのミニゲームや、待ち受け画像・着ボイスのダウンロードができる。
当初はこのドコモダケに対抗する「広告合戦」の過激から、auシカを快く思わない意見も存在していた。また、全国展開をする意思は東京本社にないと言う。